# Dianthus ingoldbyi
Dianthus ingoldbyi är en nejlikväxtart som beskrevs av William Bertram Turrill. Dianthus ingoldbyi ingår i släktet nejlikor, och familjen nejlikväxter. Inga underarter finns listade i Catalogue of Life.